# 白冠靓唐纳雀
，是雀形目裸鼻雀科的一种鸟类。
白冠靓唐纳雀体重约22.9克，翼长约77毫米，嘴峰长约15.4毫米，喙宽度约3.9毫米，喙厚度约4.4毫米，跗蹠长约16.9毫米，尾长约53.1毫米。白冠靓唐纳雀在其分布区内为留鸟，其栖息在密集的高大树木组成的森林中，食性为草食性，主要食物来源是水果。
白冠靓唐纳雀分布于哥伦比亚东南部至玻利维亚北部和巴西亚马逊地区西部。该物种是单型物种，没有亚种分化。